# Bahnhof Napoli Centrale
Der Bahnhof Napoli Centrale (italienisch: Stazione di Napoli Centrale) ist der Hauptbahnhof der süditalienischen Hafenstadt Neapel. Er wird auf der Liste der 13 Grandi Stazioni (zu Deutsch: Große Bahnhöfe) der Ferrovie dello Stato (FS) geführt. Betreiber ist das Unternehmen Grandi Stazioni.

## Geschichte

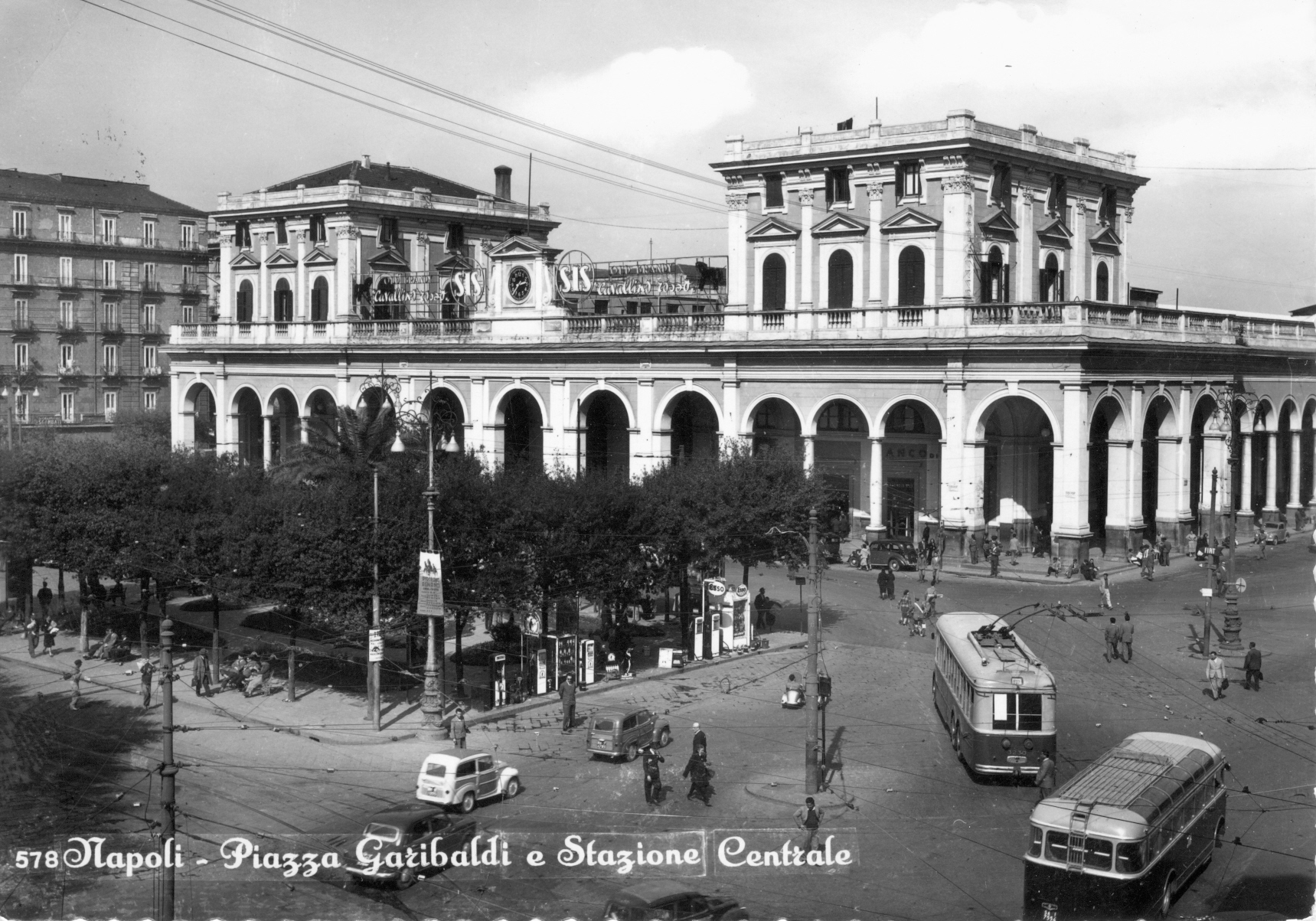
Altes Empfangsgebäude

Erste Baupläne des Bahnhofsgebäudes gehen auf das Jahr 1866, unter Aufsicht des Architekten Enrico Alvino, zurück. 1904 wurde vor dem Bahnhof ein Monument für Giuseppe Garibaldi errichtet. Das aktuelle Gebäude wurde 1954 von Pier Luigi Nervi entworfen und anstelle des alten Bahnhofs an der Piazza Giuseppe Garibaldi errichtet. Dabei wurde der neue Bahnhof um zwei Straßenzüge zurückversetzt, sodass ein großer Bahnhofsvorplatz entstand. Die Arbeiten für den modernen Bahnhof konnten 1960 abgeschlossen werden.
Seit dem Jahr 2005 befindet sich der Bahnhof Napoli Centrale in einer Phase der Restrukturierung und architektonischen Aufwertung unter Leitung von Dominique Perrault. Dazu wurden bisher alle Bahnsteige mit Plasmabildschirmen ausgestattet, ein Fußgängerzugang zu den Taxiständen vor dem Gebäude und ein Korridor mit Rolltreppen und Fahrsteigen zu den Gleisen der Circumvesuviana (EAV) errichtet. Der sich in dem Bahnhof befindliche Brunnen Fontana Partenope wurde im Rahmen dieser Arbeiten restauriert.

## Struktur
Besondere architektonische Merkmale des Bahnhofsgebäudes sind die pyramidenförmigen Dachelemente, durch ein Musikvideo der italienischen Sängerin Mina berühmt geworden, und die Säulen in Baumform, die die Vordächer im Eingangsbereich und auf den Bahnsteigen tragen.
Von den Untergeschossen ist der Bahnhof Piazza Garibaldi, die von Zügen der S-Bahn Linie 2 befahren wird, der Bahnhof der regionalen Ferrovia Circumvesuviana (EAV), und der U-Bahnhof Garibaldi der U-Bahn-Linie 1, zu erreichen.

## Anbindung
| Linie   | Verlauf |
| ------- | --- |
| Linie 2 | Pozzuoli Solfatara – Bagnoli-Agnano Terme – Cavalleggeri Aosta – Campi Flegrei – Piazza Leopardi – Mergellina – Piazza Amedeo – Montesanto – Piazza Cavour – Piazza Garibaldi – Gianturco – San Giovanni-Barra |
| Linie 7 | Porta Nolana – Garibaldi – Centro Direzionale – Poggioreale – Botteghelle – Madonnelle – Argine Palasport – Villa Visconti – Vesuvio De Meis – Bartolo Longo – San Giorgio a Cremano                           |
| Linie 9 | Porta Nolana – Garibaldi – Centro Direzionale – Poggioreale – Botteghelle – Volla – Salice – Casalnuovo – La Pigna – Talona – Parco Piemonte – Pratola Ponte – Pomigliano d’Arco                               |